# Prosopocoilus girafa
el escarabajo ciervo jirafa (Prosopocoilus girafa), es el escarabajo ciervo más grande del mundo y es miembro de la familia Lucanidae dentro del orden Coleoptera. Tienen mandíbulas muy largas, dentadas y con muescas que sobresalen aproximadamente la mitad del tamaño de su cuerpo.  Suelen ser agresivos, feroces y poderosos.  Los machos luchan entre sí utilizando estas mandíbulas fuertes y agrandadas para levantar y lanzar a sus rivales y ganar pareja. Pueden crecer hasta 119 milímetros de largo. Varias poblaciones distintivas (subespecies) se encuentran en áreas de regiones boscosas húmedas de Asia, desde India hasta Indonesia. Prosopocoilus giraffa keisukei puede medir hasta 12 centímetros. Prosopocoilus giraffa daisukei tiene los élitros más brillantes de todas las subespecies y Prosopocoilus giraffa giraffa es la subespecie más pequeña.

## Subespecies
Presenta las siguientes subespecies:
- Prosopocoilus girafa daisukei
- Prosopocoilus girafa girafa
- Prosopocoilus girafa makitai
- Prosopocoilus girafa nilgirensis
- Prosopocoilus girafa nishikawai
- Prosopocoilus girafa nishiyamai

## Distribución geográfica
Habita en Uttar Pradesh, Hunan, Península de Malaca, Tenasserim y Andaman.